# Wartan Chaczatrian
Wartan Chaczatrian (orm.: Վարդան Խաչատրյան, ur. 29 października 1968 w Erywaniu) – ormiański piłkarz występujący na pozycji obrońcy.

## Kariera klubowa
Chaczatrian karierę rozpoczynał w 1986 roku w Araracie Erywań, grającym w pierwszej lidze radzieckiej. W 1992 roku rozpoczął z nim występy w lidze ormiańskiej, a w 1993 roku przeszedł do rosyjskiego pierwszoligowca, Torpedo Moskwa. W tym samym roku zdobył z nim Puchar Rosji.
W 1994 roku Chaczatrian odszedł do ukraińskiego Metałurha Zaporoże. Grał tam do końca sezonu 1994/1995, a potem wrócił do Armenii, gdzie został zawodnikiem Piunika Erywań. Dwukrotnie wywalczył z nim mistrzostwo Armenii (1996, 1997), a także raz Puchar Armenii (1996). W 1997 roku przeniósł się do turkmeńskiego Köpetdagu Aszchabad. W 1998 roku zdobył z nim mistrzostwo Turkmenistanu, po czym odszedł ormiańskiego klubu Jerewan FA.
W 1999 roku Chaczatrian występował w rosyjskim Rubinie Kazań, grającym w drugiej lidze. W tym samym roku zakończył karierę.

## Kariera reprezentacyjna
W reprezentacji Armenii Chaczatrian zadebiutował 14 października 1992 w zremisowanym 0:0 towarzyskim meczu z Mołdawią, a 6 lutego 2000 w przegranym 1:2 towarzyskim pojedynku z Gruzją strzelił swojego jedynego gola w kadrze. W latach 1994–2000 w drużynie narodowej rozegrał 30 spotkań.